# هارولد آموس
هارولد آموس (انگلیسی: Harold Amos; ۷ سپتامبر ۱۹۱۸ – ۱۷ فوریهٔ ۲۰۰۳) دانشمند، و استاد دانشگاه اهل ایالات متحده آمریکا بود.
وی همچنین برندهٔ جوایزی همچون برنامه فولبرایت شده‌است.